# Schloss Lich
Das Schloss der Fürsten zu Solms-Hohensolms-Lich ist ein Schloss in der Altstadt (Unterstadt) der Stadt Lich im Landkreis Gießen in Hessen.
Der Baukörper in seiner heutigen Form mit drei Vollgeschossen und Mansardgeschoss sowie den beiden markanten Türmen stammt aus der Zeit der Spätrenaissance und des Barock; der Anbau mit dem Gobelinsaal wurde 1911/12 errichtet. Es ist umgeben von mehreren Nebengebäuden und dem öffentlich zugänglichen Schlosspark. Das Schloss selbst ist bis heute Sitz der Familie zu Solms-Hohensolms-Lich und ist nicht öffentlich zugänglich.

## Geschichte des Schlosses

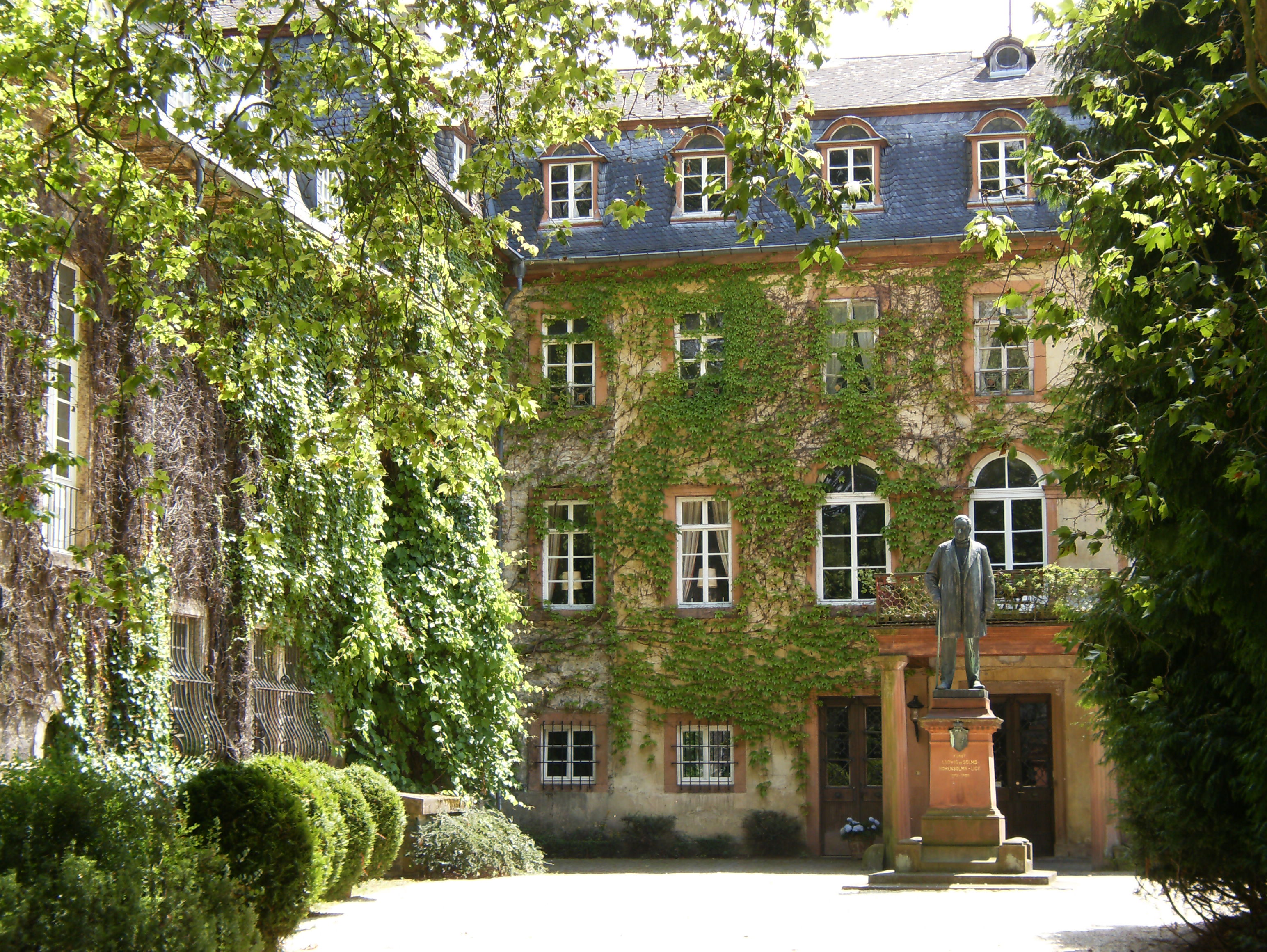
Innenhof des Schlosses

### Frühe Vorgängerbauten
Überliefert sind drei frühe Vorgängerbauten der Herren von Hagen-Arnsberg (der späteren Herren von Münzenberg), die eine Burg Warnsberg auf dem Breuerberg nördlich der Stadt hatten und bei denen es sich um Wirtschaftshöfe gehandelt haben dürfte. Nach dem Aussterben der Münzenberger in der Mitte des 12. Jahrhunderts kam Lich an die Herren von Falkenstein, unter denen eine erste günstiger gelegene Talburg zur Sicherung des Überganges des Flüsschens Wetter erbaut wurde. Der Schutz bestand aus Wall, Graben und Verhau.

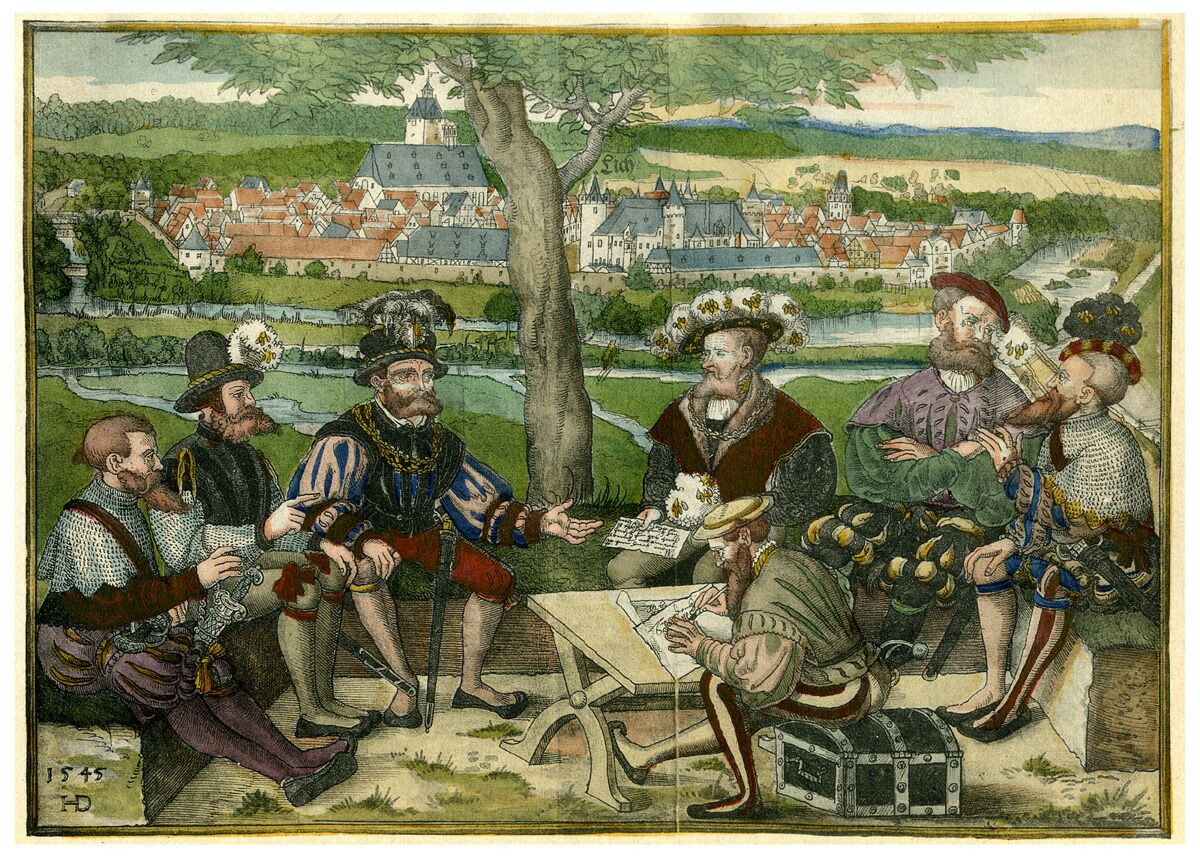
Lich und das Schloss, 1545 gezeichnet von Hans Döring

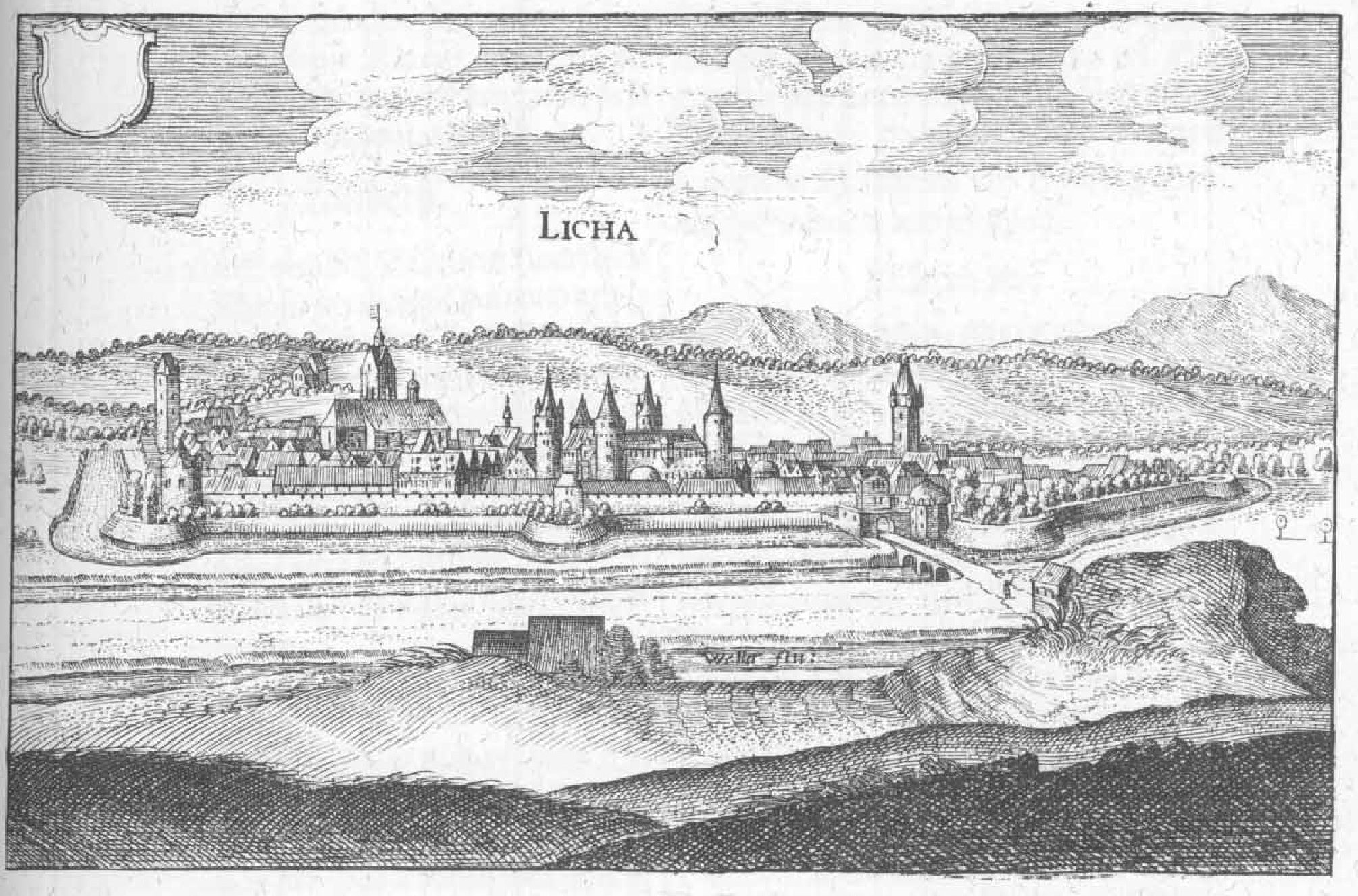
Lich – Auszug aus der Topographia Hassiae von Matthäus Merian 1655

### Die Wasserburg
Um die Burg herum siedelten sich Handwerker, Bauern und Höflinge an. Im Jahr 1300 erhielt Lich Stadtrechte, die große Wasserburg wurde zu einer vorspringenden Bastion im südlichen, zur Wetter liegenden Teil des Mauerrings, der nun die kleine Stadt umschloss. Gegen Ende des 13. und zu Beginn des 14. Jahrhunderts unter Philipp III. und Kuno von Falkenstein kam es zum Bau der großen rechteckigen Wasserburg mit vier Ecktürmen und Wassergraben, die auch zum Betrieb einer Wassermühle genutzt wurden. 1409 ging Lich an das Haus Solms (Adelsgeschlecht).
Später wurden an die vier Ecktürme niedrigere Wehrtürme vorgelagert, Rechnungen dazu datieren auf 1525. Eine Stadtansicht von 1546 des Solmser Hofmalers Hans Döring zeigt die vier Ecktürme mit spitzen Kegeldächern, die beiden Südtürme haben Schießscharten und die beiden Nordtürme Gauben.
Eine ursprünglich an der Burg befindliche Kapelle ist alten Rentrechnungen zufolge Anfang des 16. Jahrhunderts abgebrochen worden. Sie ist auf einem nach 1489 entstandenen Bild zu sehen, welches von Philipp zu Solms-Lich (1468–1544) und seiner Frau Adriana (1470–1524) der Kirche zu Hattenrod gestiftet worden ist.
1606 unter Ernst II. (1565–1619) kam es bei dem Versuch, Fenster einzubrechen, zum Einsturz des südwestlichen Turmes, 1617 wurden seine Überreste abgebrochen. Einen geplanten Neuaufbau, der auch ein Kerkergewölbe beinhalten sollte, verhinderte der Dreißigjährige Krieg.
Ein aus dem Jahr 1765 datierender Plan zeigt noch die ursprüngliche Anlage mit der quadratischen Kernburg und ihren vier Türmen mit den vorgelagerten Rundtürmen, umgeben von einer Mauer- und Wallanlage nebst Wassergraben als Befestigung.

### Von der Burg zum Schloss
Unter Hermann Adolf Moritz zu Solms-Lich (1646–1650) kam es in den Jahren der Spätrenaissance von 1673 bis 1682 zum grundlegenden Umbau der alten Wasserburg in ein repräsentatives Schloss mit einem neuen Südflügel im Renaissancestil, die Festungsvorbauten wurden vollständig entfernt.
Carl Christian (1725–1803), im Jahr 1792 als 1. Fürst zu Solms-Hohensolms-Lich gefürstet, setzte in den Jahren 1764 bis 1766 die Bauarbeiten fort: Mit dem Abriss des Nordflügels erhielt das Schloss seine heutige dreiflügelige Gestalt, der Bau erhielt in gleichmäßigen Reihen angeordnete Barockfenster, die barocken Mansarddächer und die markanten oktogonalen Zwiebelhelme auf den verbliebenen Türmen, die dem Schloss seinen Charakter geben. Die Wallanlagen wurden geschleift, der Burggraben verfüllt, lediglich ein Teich blieb als Relikt von letzterem zurück.

#### Querflügel und Ehrenhof

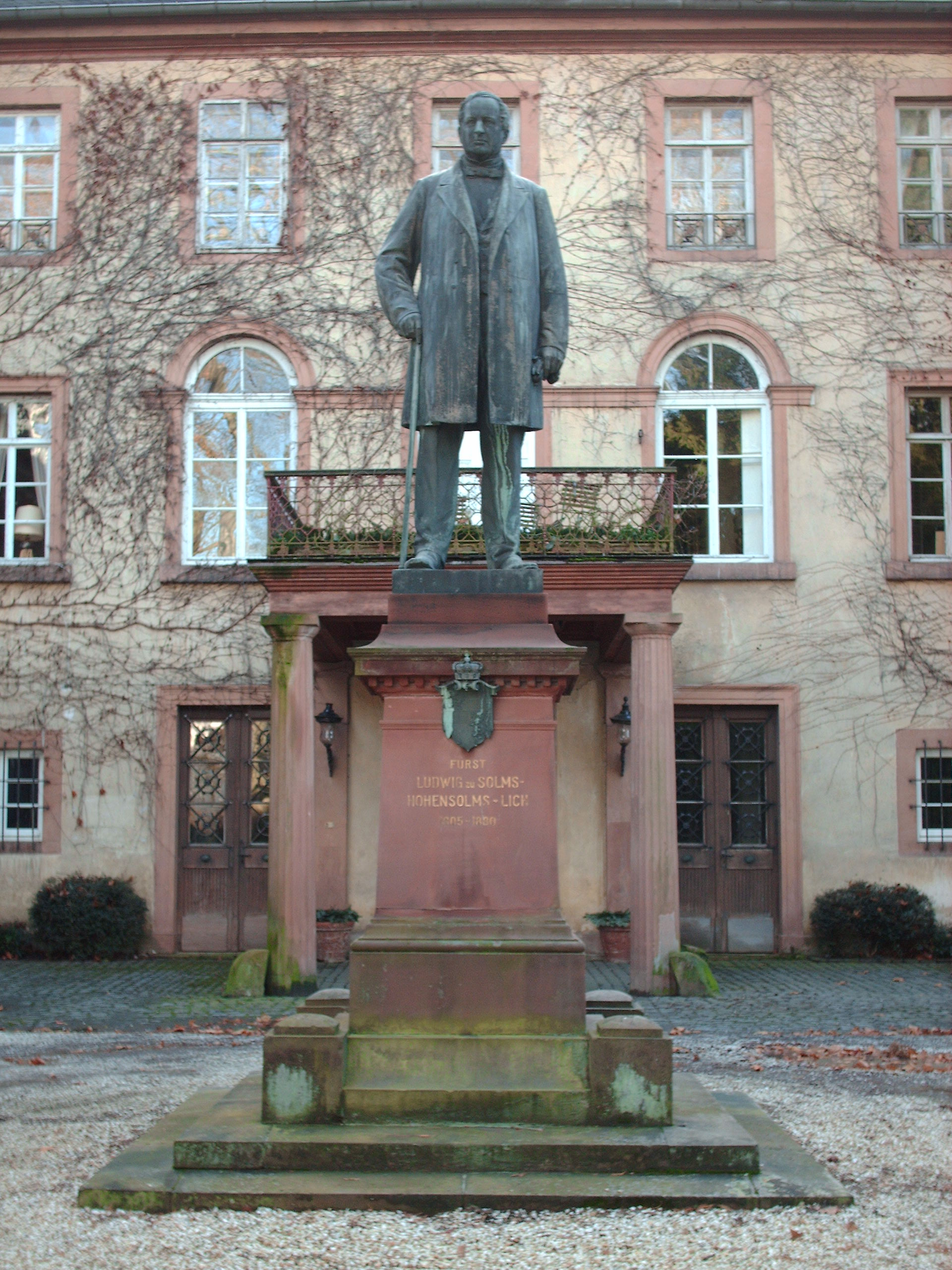
Denkmal Ludwig Fürst zu Solms-Hohensolms-Lich

1836 wurde von Georg Moller ein mittlerer Querflügel mit Paradebalkon, Eingangshalle und Treppenhaus im klassizistischen Stil errichtet. Im Inneren des Schlosses befinden sich seitdem nur mehr zwei kleine Lichthöfe. Im sich zur Unterstadt hin öffnenden Ehrenhof mit dem Paradebalkon steht heute das Denkmal Ludwig zu Solms-Hohensolms-Lich (1805–1880), des wohl profiliertesten Vertreters seiner Familie. Ursprünglich am 2. Juli 1905 außerhalb des Schlossareals enthüllt, wurde es später umgesetzt.
In der Eingangshalle befindet sich die Nachbildung des Ingolstädter Reiterstandbilds Reinhards I. von Solms-Lich, Baumeister der Landesfestung Ingolstadt. Die Haupttreppe selbst mit ihren reichgeschnitzten Brüstungen datiert um 1700.

#### Der Gobelinsaal
Nach Plänen von Heinrich Metzendorf wurde in den Jahren 1911/1912 an der Ostseite ein zweigeschossiger Festsaal und auf den Fundamenten eines der äußeren Wehrtürme ein Rundturm angebaut. Der Saal wird aufgrund der seine Wände zierenden großen Tapisserien Gobelinsaal genannt. Diese Gobelins stammen ursprünglich aus der Burg Hohensolms, sie zeigen Jagdmotive und sind mit dem Solms’schen Wappen bekrönt; einige datieren auf das Jahr 1634. Der Gobelinsaal, der eine hochgelobte Akustik besitzt, ist z. B. bei Kammerkonzerten öffentlich zugänglich. Im dazugehörenden Rundturm befindet sich eine Fayencesammlung.

#### Die Bibliothek
Das Fürstlich Solms-Hohensolms-Lich’sche Handschriftenarchiv reicht zurück bis ins 13. Jahrhundert. Es gilt als eines der kulturhistorisch wertvollsten Archive in Hessen und umfasst ca. 2000 Urkunden sowie rund 350 weitere Konvolute zu den Häusern Solms-Lich, Solms-Hohensolms und Solms-Hohensolms-Lich sowie das Archivgut der ehemaligen Zisterzienserabtei Kloster Arnsburg.

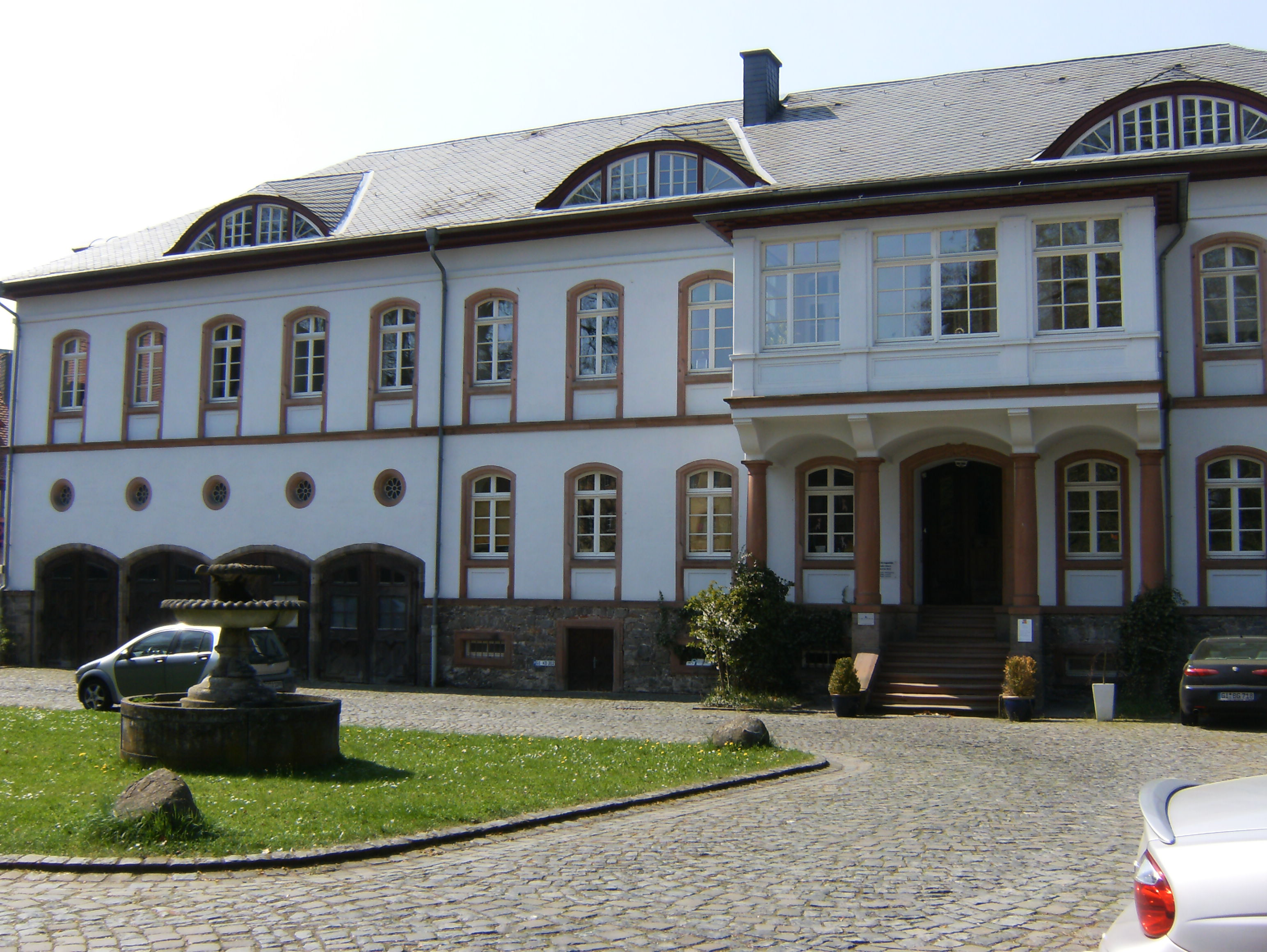
Das fürstliche Rentamt

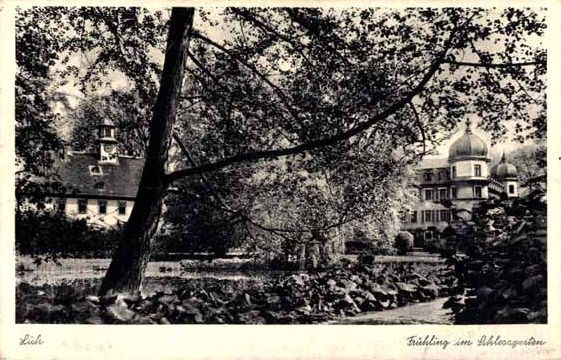
Der Marstall mit seinem Türmchen um 1930 auf einer Postkarte

## Nebengebäude
Ab 1780 wurden an der Westseite zwischen Schloss und Wirtschaftshof der Marstall im klassizistischen Stil und die sogenannte Rentkammer errichtet. Der Wirtschaftshof, der bis in die siebziger Jahre landwirtschaftlich genutzt wurde, wurde nach Aufgabe der Milchwirtschaft umgewidmet. Der straßenseitige Barockbau beherbergt heute Arztpraxen, die zum Park hin liegenden ehemaligen Stallungen wurden in eine stilvolle Wohnanlage umgestaltet.
Die südlich des Schlosses an der Wetter gelegene ehemalige Schloss- oder Untermühle – im Volksmund Dippemühl genannt – beherbergt seit den vierziger Jahren eine Töpferei und ebenfalls Wohnungen.

## Der Schlosspark
Der etwa 7 Hektar große heutige Schlosspark gilt als einer der botanisch schönsten hessischen Parkanlagen. Er wurde erstmals als Großer Garten 1644 urkundlich erwähnt und war wohl ursprünglich ein Nutzgarten. Auf einem Stich von Merian aus dem Jahr 1650 ist er im schlossnahen Bereich als ein wohl reiner Obstgarten erkenntlich.
Ab dem Jahr 1828 wurde er im Auftrag des jungen liberalen Fürsten Ludwig zu Solms-Hohensolms-Lich als Hochzeitsgeschenk für seine spätere Gemahlin Marie von Isenburg-Büdingen – die Eheschließung erfolgte 1829 – zu einem Landschaftspark im seit dem 18. Jahrhundert aufgekommenen englischen Stil umgestaltet. Zeitgleich wurde er – für damalige Verhältnisse eher unüblich – den Bürgern der Stadt zugänglich gemacht. Wohl wegen aufkommendem Vandalismus wurde schon wenige Jahre später die Stelle eines Parkaufsehers eingerichtet; sie existierte bis in die 1960er Jahre.
Damals wie heute zog sich der Park, den ehemaligen Bastionen folgend, in geschwungener Form vom heute nicht mehr existierenden Rödertor (heute Eingang Kolnhäuser Straße/Braugasse) an Resten der alten Stadtmauer und dem sogenannten Eisturm entlang, vorbei an der rückwärtigen Seite der heute zu Wohnungen umgebauten ehemaligen Stallungen, dem Marstall und dem Schloss – hier endet der öffentlich zugängliche Teil – zum heute dito nicht mehr existierenden Untertor zwischen der Untermühle (Dippemühle) und der Wetterbrücke gegenüber dem ehemaligen Postamt – jedoch im Gegensatz zu heute auch weitläufig auf den Hardtberg hinauf. Mit dem Bau der 1869 eröffneten Bahnstrecke Gießen–Lich–Büdingen wurde das Hardtbergplateau durch den Bahndamm noch zu Lebzeiten seines Begründers vom Schlossgarten abgeschnitten und später bebaut, sodass der Park heute nurmehr etwa die Hälfte seiner ursprünglichen Größe hat.

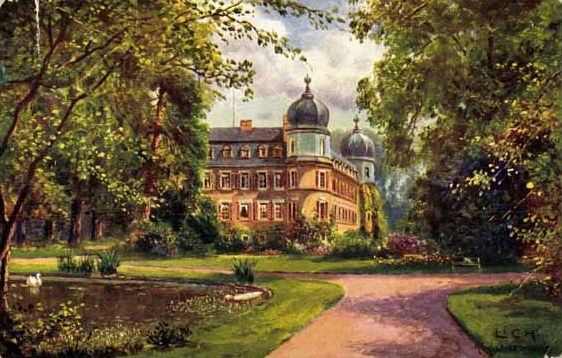
Schloss und Schlosspark um 1910 auf einer Künstlerpostkarte

Die Planung und Umsetzung des Parks legte Ludwig in die Hände des Forstrates Karl Heinrich Braun, der neben den damals üblichen Parkanpflanzungen wie Platanen, Ulmen, Silber-Pappeln, Ahorne und der bis heute dominierenden Kastanienallee auch zu damals noch höchst exotischen und teuren Gehölzen wie der nordamerikanischen Weymouthkiefer, Rosskastanie, Sumpfzypresse, Tulpenbaum, Coloradotanne griff, abgerundet mit Ziergehölzen wie Deutzien, Weigelien, Berberitzen, Goldregen, Feuerdorn und Kornelkirsche, und so eine botanische Kostbarkeit schuf. Kleine Brücken überspannen bis heute die den Schlossteich, ein rudimentäres Relikt des ehemaligen Festungsgrabens, speisenden Abzweige der Wetter.
Oberhalb dieses künstlich angelegten Schwanenteichs wurde auf einer alten Festungserhebung ein oktogonales hölzernes Teehäuschen errichtet, dessen Inneres mit kunsthistorisch wertvollen Tapetenmalereien der Solms’schen Besitzungen versehen war. Bis Anfang der achtziger Jahre noch beliebtes Ziel der schlittschuhlaufenden Jugend auf dem Schlossteich ist es heute nur noch rudimentär vorhanden. Um 1970 wurde im Teich eine Fontäne installiert. Ein ursprünglich angelegtes Boskett ist heute nicht mehr vorhanden, eine bereits 1806 geplante Orangerie existiert zwar als Entwurf, ist jedoch nie zur Ausführung gelangt.
Bis heute ist der Park Eigentum des Fürstenhauses zu Solms-Hohensolms-Lich. Ein jährlicher Schließtag unterbricht das Gewohnheitsrecht der Stadt und der Bürger; er wird üblicherweise zu anfallenden Baumpflegearbeiten genutzt.